# Thomas Lynch Junior
Pour les articles homonymes, voir Thomas Lynch (homonymie) et Lynch.
Thomas Lynch Junior, né le 5 août 1749, mort en 1779, est un planteur esclavagiste et un militaire américain. Il est un signataire de la Déclaration d'indépendance des États-Unis en tant que représentant de la Caroline du Sud, son père n'étant pas capable de signer à cause de la maladie. Par cette signature, il est un des Pères fondateurs des États-Unis.

## Biographie

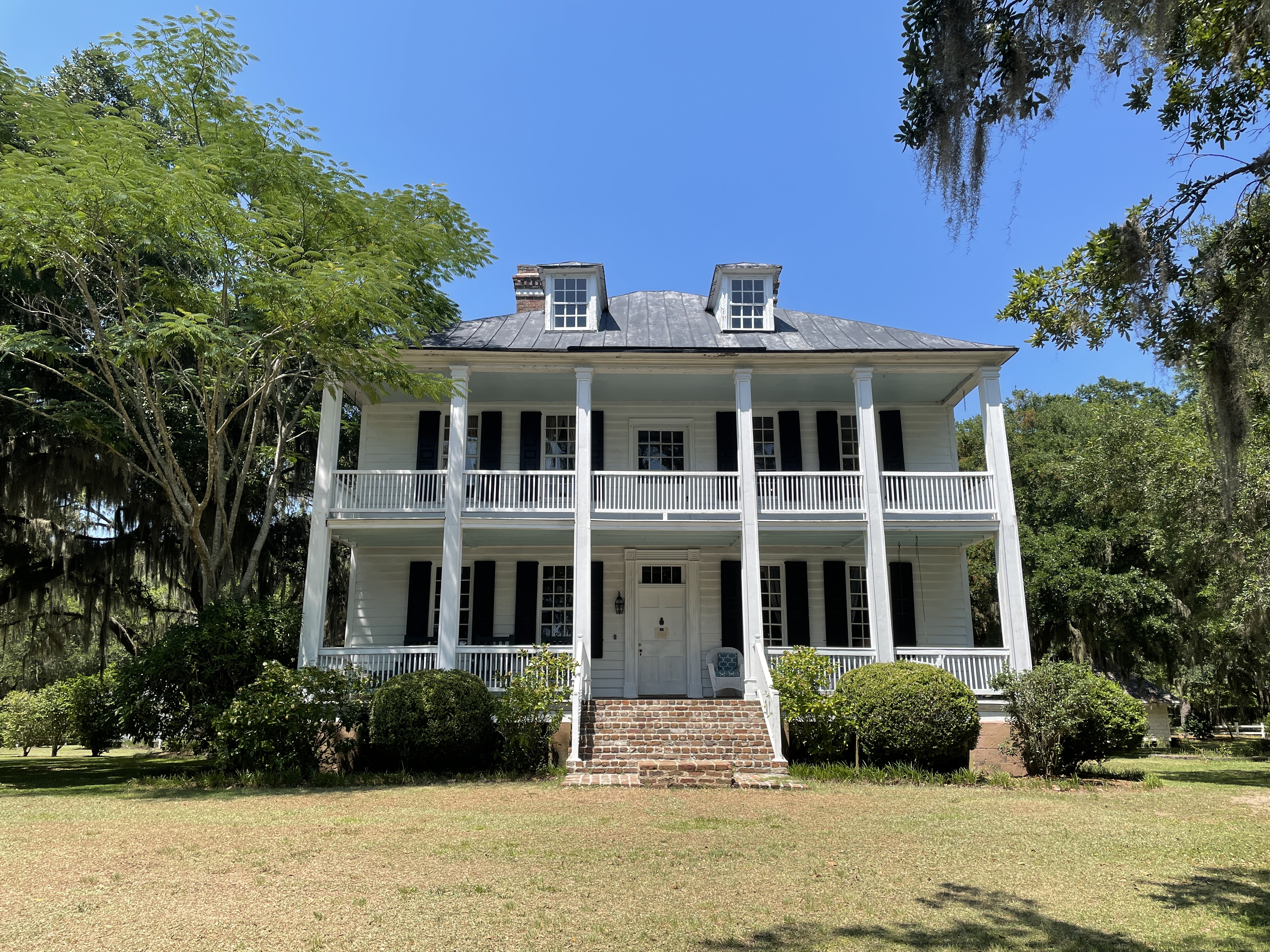
La maison des maîtres de la plantation, lieu de naissance de Thomas Lynch Jr.

Thomas Lynch nait le 5 août 1749 sur la plantation Hopsewee (en) (paroisse du Prince George), aujourd'hui dans le comté de Georgetown de la colonie anglaise de Caroline du Sud. Il est le fils unique de Thomas Lynch père, grand planteur esclavagiste, qui lui lègue à sa mort trois plantations et leurs 250 esclaves.
Il est scolarisé à la Indigo Society School, à Georgetown, avant de partir pour l'Angleterre, où il étudie au Eton College, et au Gonville and Caius College. Il étudie aussi la loi au Middle Temple (Londres), avant de retourner en Amérique en 1772.
Thomas Lynch devient Commandant de Compagnie dans le Premier Régiment de Caroline du Sud en 1775, et est élu au Congrès continental.
Le 4 juillet 1776, il signe la Déclaration d'indépendance des États-Unis, remplaçant son père malade. De ce fait, il devient un des Pères fondateurs des États-Unis.

Il tombe lui aussi malade à la fin de l'année 1779 et prend le bateau pour les Caraïbes avec sa femme. Le bateau disparait en mer et ne sera jamais retrouvé.

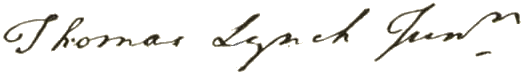
Signature de Lynch.

## Famille
Avant de partir, il avait fait la volonté que les parents de sa femme changent leur nom en « Lynch » pour pouvoir hériter du domaine familial, Hopsewee. Ce domaine se trouve toujours en Caroline du Sud. Son beau-père était le Gouverneur William Moultrie ; un de ses neveux était James Hamilton Junior. Son grand-père, Jonas Lynch, faisait partie de la lignée irlandaise des Lynch qui a été expulsée à la suite de leur défaite lors des Guerres d'Irlande de Guillaume III d'Angleterre. Il est cousin des hommes politiques français Jean-Baptiste Lynch et Thomas-Michel Lynch.

## Source
- (en) Cet article est partiellement ou en totalité issu de l’article de Wikipédia en anglais intitulé « Thomas Lynch, Jr. » (voir la liste des auteurs).